# أليكساندر ليتاو
أليكساندر ليتاو هو لاعب كرة قدم برتغالي في مركز الوسط، ولد في 28 مارس 1979 في Mafra, Portugal ‏ في البرتغال. لعب مع إشتوريل برايا ونادي أولهانينسي.

## وصلات خارجية
- أليكساندر ليتاو على موقع قاعدة بيانات كرة القدم.إي يو (الإنجليزية)